# Papallona d'ullets
La papallona d'ullets (Aphantopus hyperantus), també anomenada papallona dels ullets, és una espècie de lepidòpter papilionoïdeu de la família dels nimfàlids (Nymphalidae) present als Països Catalans.

## Distribució
S'estén per gran part d'Europa i per l'Àsia temperada fins a Corea. A Europa, es troba des del centre i nord de la península Ibèrica fins a les illes Britàniques, Escandinàvia, Finlàndia, extrem nord-oest de Rússia i Balcans fins al nord de Grècia. A l'Àsia s'estén fins al centre dels Urals, oest i sud de Sibèria, nord-est de la Xina i extrem est de Rússia (Amur). Absent de les principals illes mediterrànies i de gran part de la península Itàlica. A la península Ibèrica ocupa el terç nord, amb les poblacions més meridionals situades a les serres d'Ayllón i Guadarrama. A Catalunya es distribueix per zones baixes dels Pirineus, aparentment excepte la part central al voltant de l'Alt Urgell, i la Serralada Transversal, amb el Montseny com a límit meridional.

## Descripció
Envergadura alar d'entre 38 i 47 mm. Dimorfisme sexual poc evident, en ser la femella una mica més clara. Anvers de color bru molt fosc, gairebé negre, amb diversos ocels petits i negres amb centre blanc a la part exterior d'ambdues ales. Revers uniforme de color xocolata, amb una sèrie d'ocels negres amb centre blanc i anell grogós a la part exterior de les dues ales. A l'ala posterior, els dos ocels situats més amunt estan desplaçats cap a l'interior de l'ala respecte de la resta.

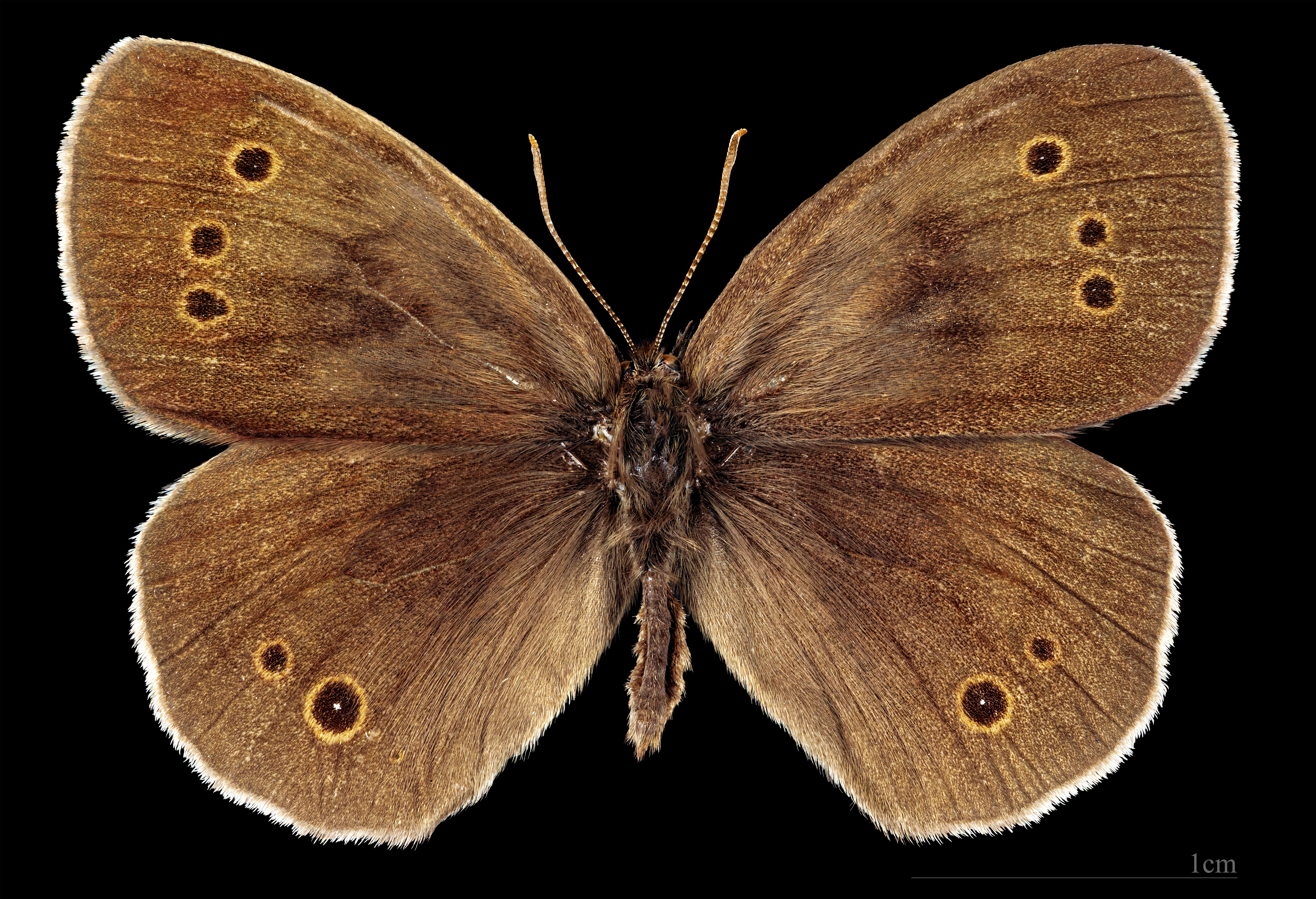
♂
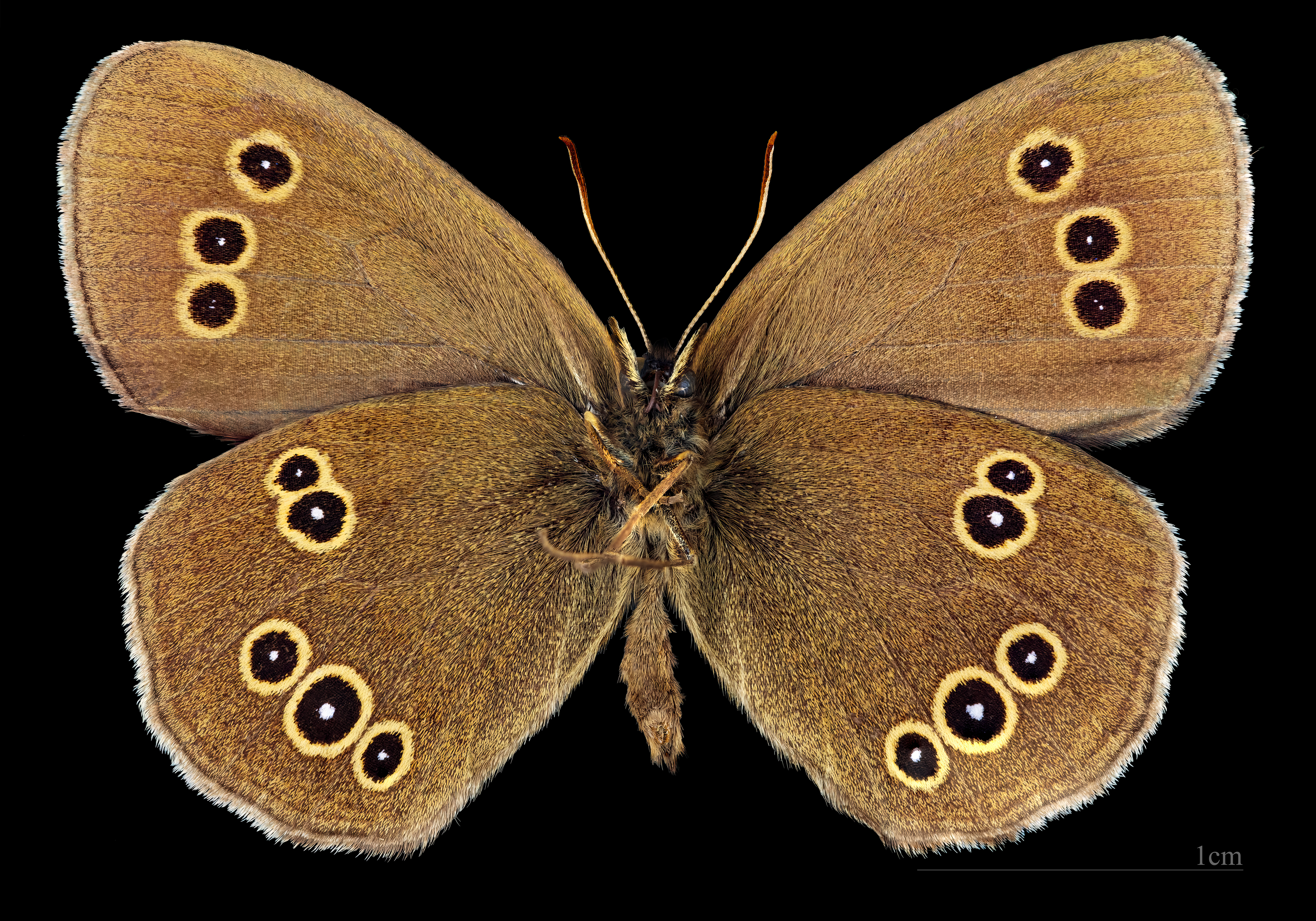
♂ △

### Variació en el color i nombre d'ocels
El color de fons varia en funció de l'edat dels exemplars, sent més foscos quan acaben d'emergir i empal·lideixen a mesura que passa el temps. A més, a l'ala anterior el nombre d'ocels és variable.

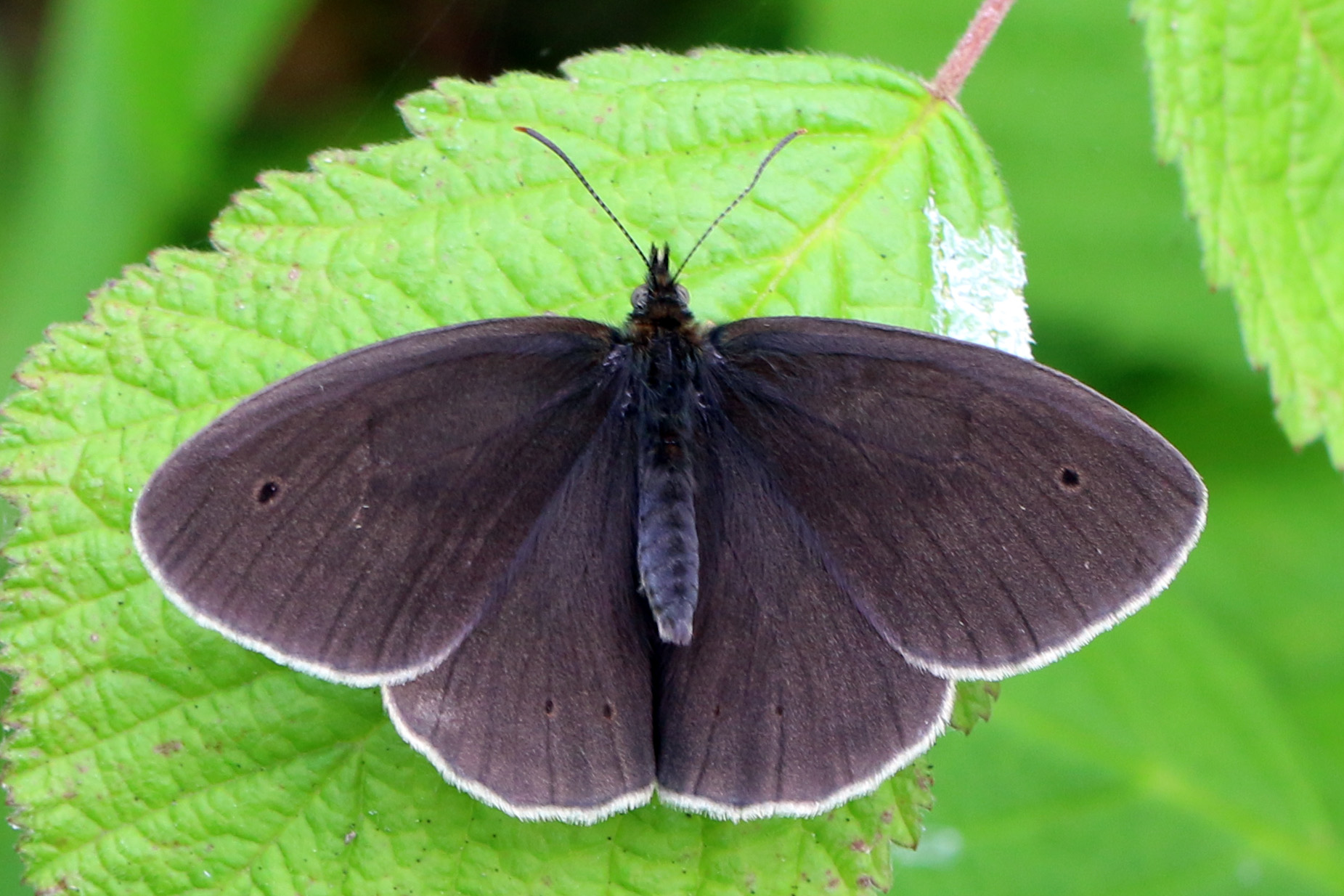
Individu acabat d'emergir, amb un ocel
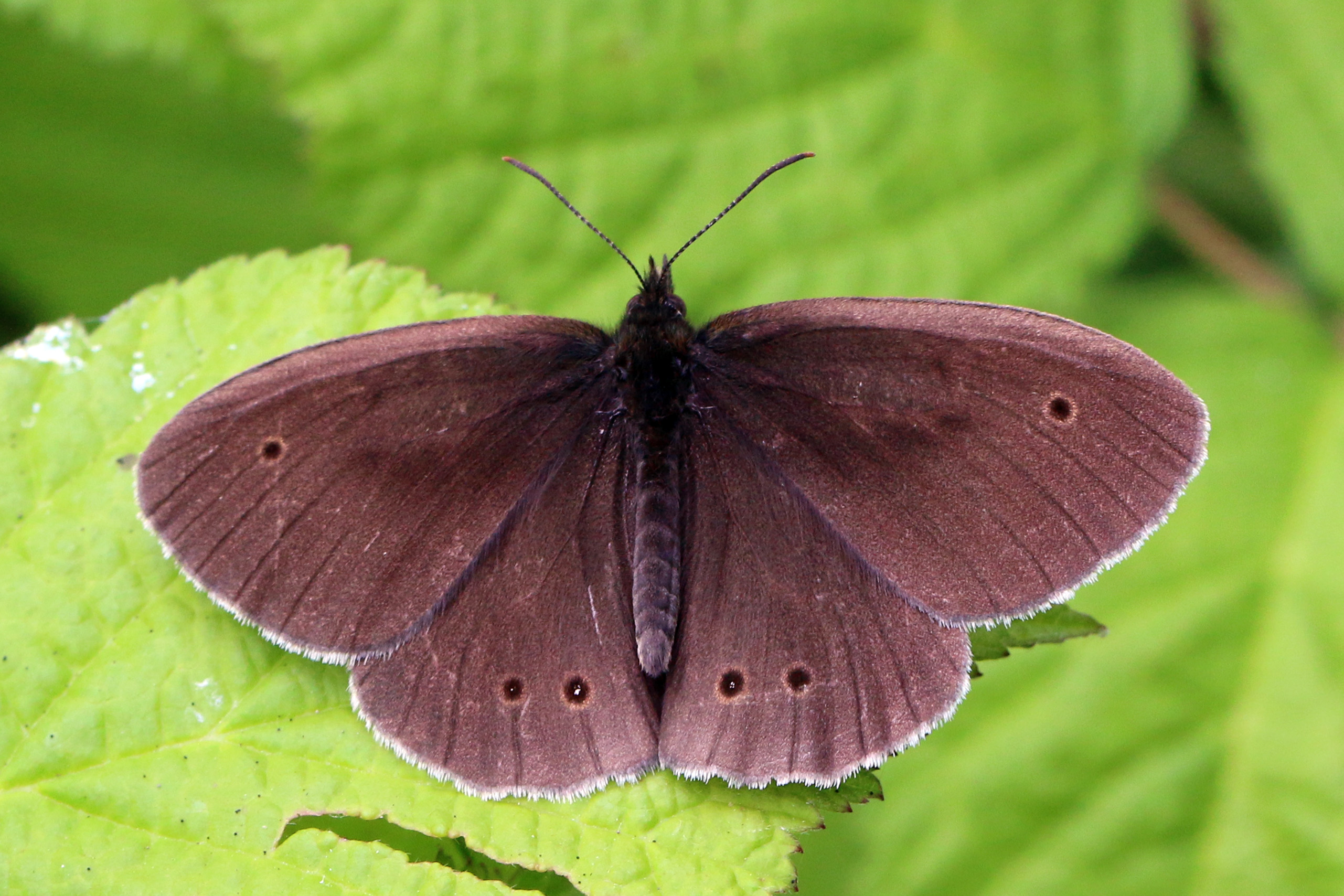
Individu fresc, amb un ocel
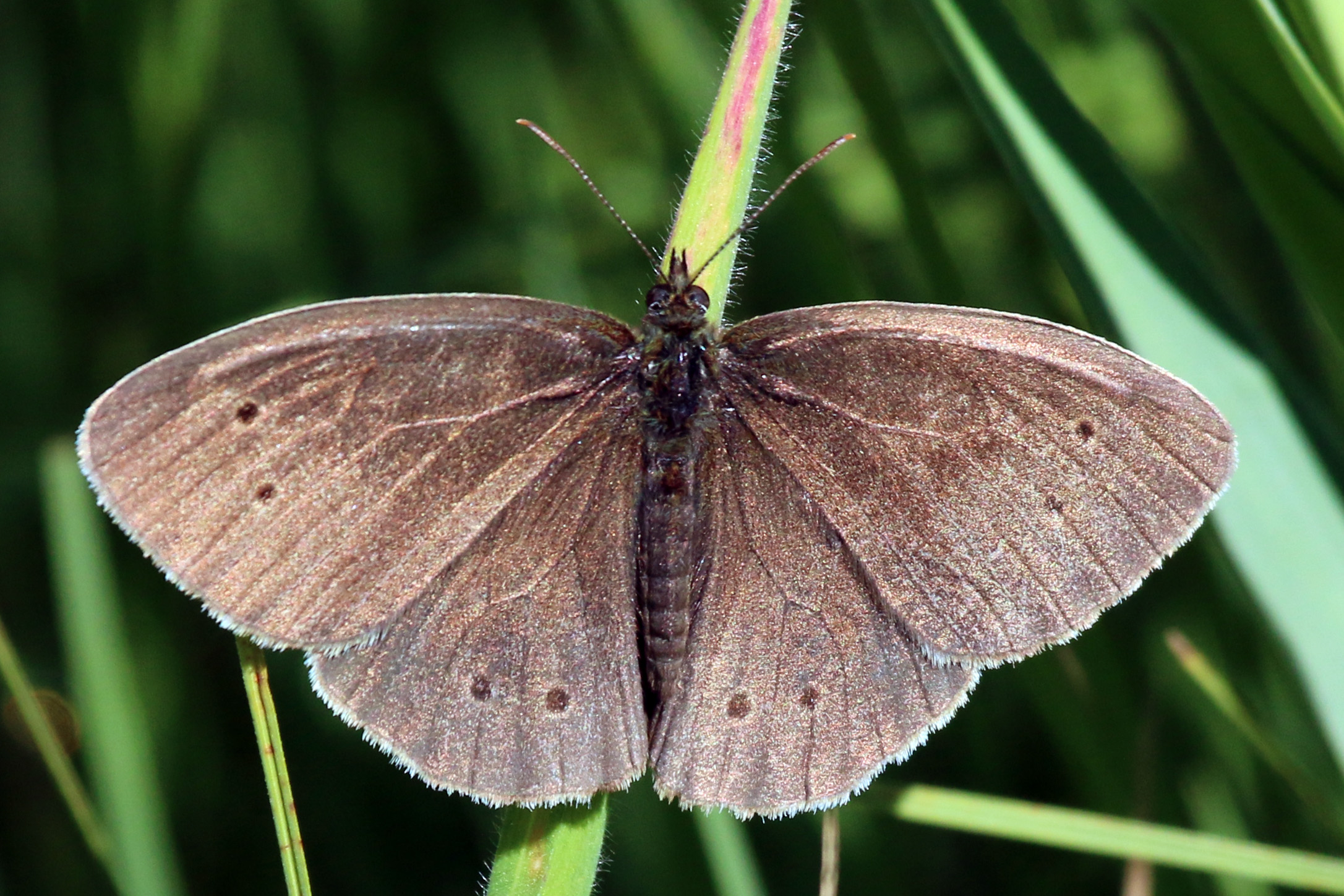
Individu gastat amb dos ocels
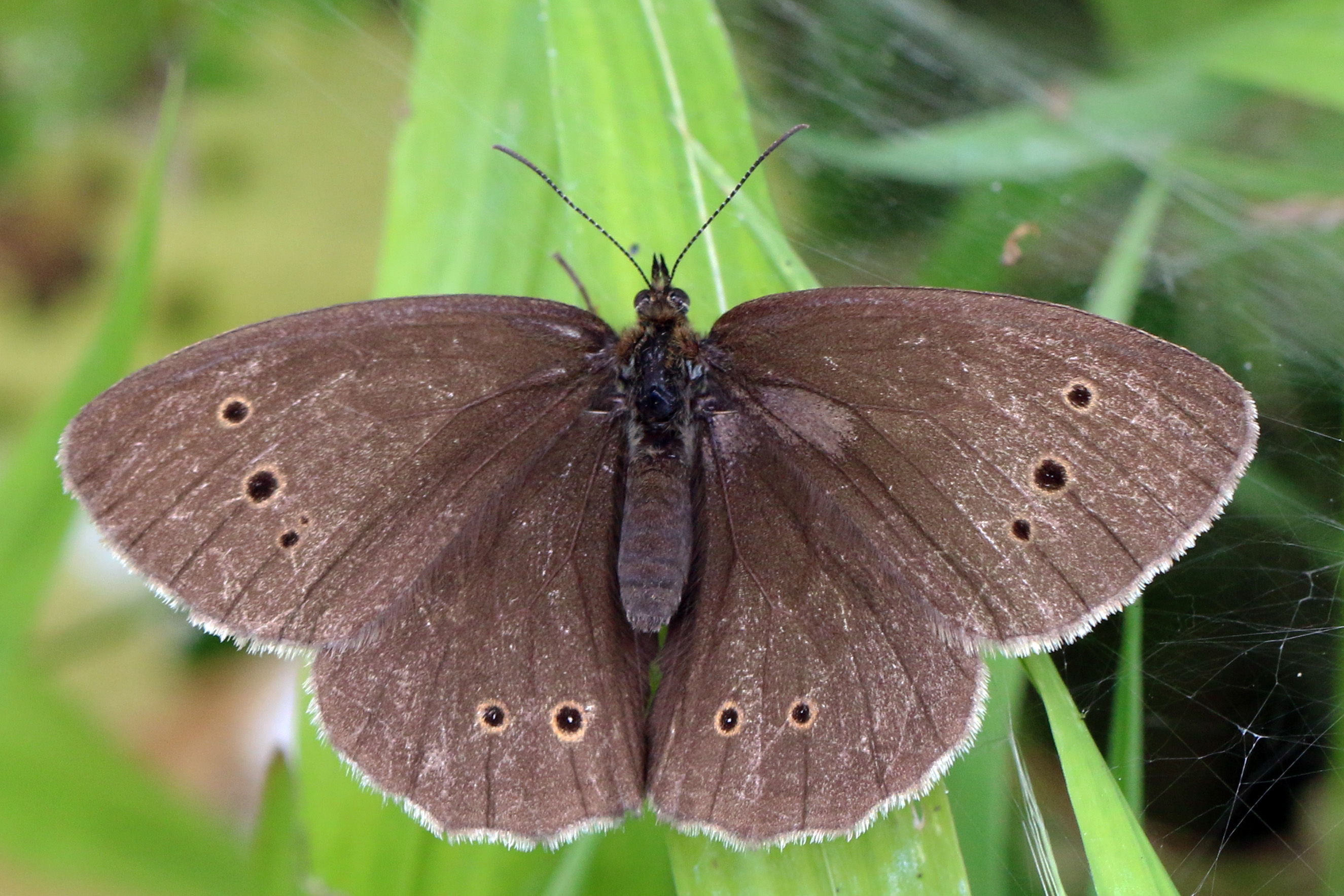
Individu lleugerament gastat, amb tres ocels

## Hàbitat
Clarianes de boscos caducifolis i prats dins de matollars o falguerars, tant en ambients humits com secs. Rang altitudinal des del nivell del mar fins als 1600 m. L'eruga s'alimenta d'una gran varietat de gramínies i algunes ciperàcies, com ara Brachypodium, Phleum, Dactylis, Festuca, Bromus, Cynosurus, Poa, Carex, Agrostis, Milium, Elymus, Holcus, Deschampsia, Molinia, Arrhenatherum i Calamagrostis.

## Període de vol i hibernació
Vola en una generació des de mitjans de juny a finals d'agost. Hiberna com a eruga.